# Djupvadning

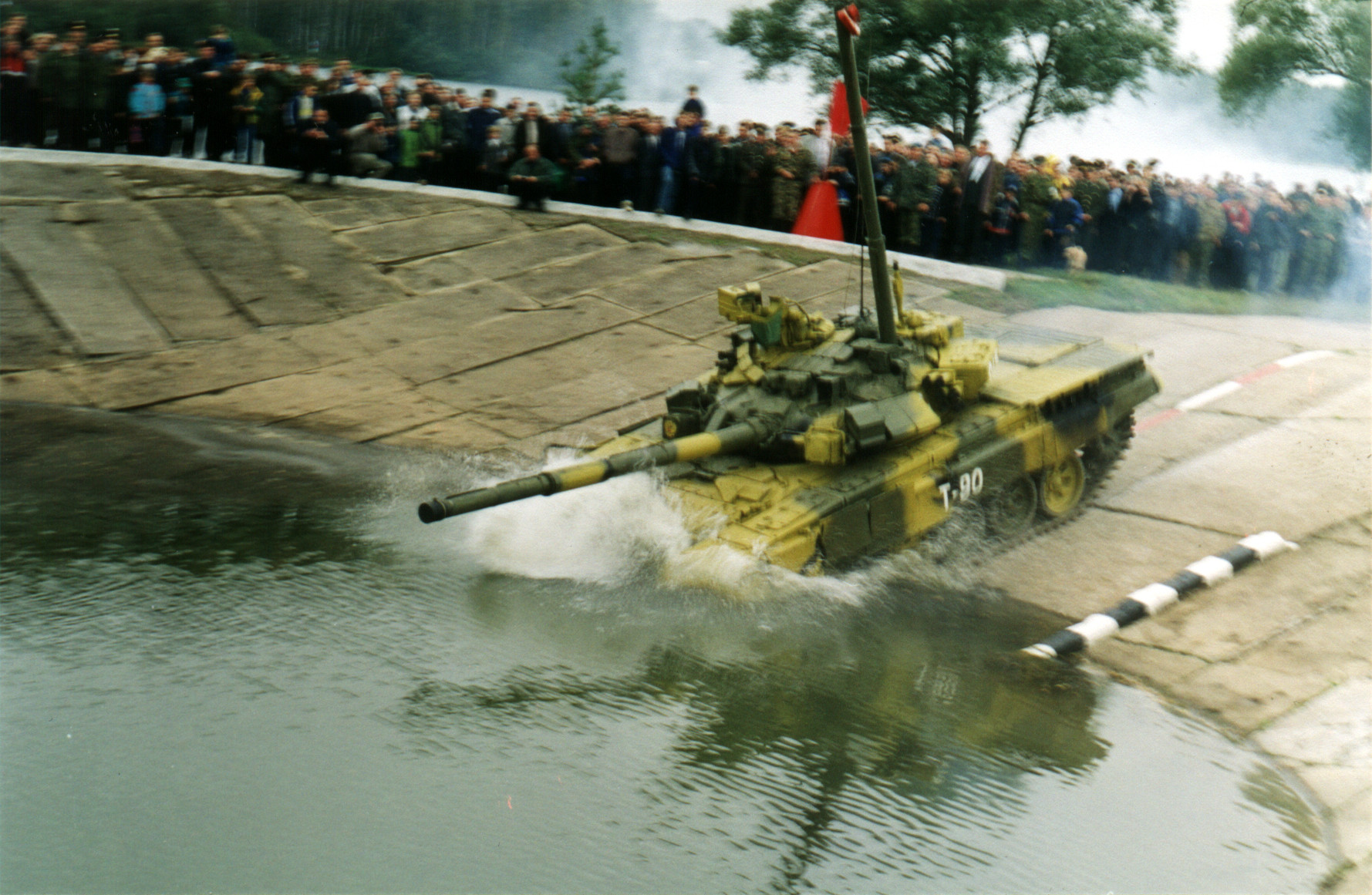
T-90 stridsvagn med snorkel.

Djupvadning är ett sätt för icke-amfibiska stridsfordon (stridsvagnar) att korsa vattendrag. Stridsvagnarna utrustas med en snorkel för luftintag och eventuellt för avgaserna, så att de kan vada ner till ett djup av 4-5 meter. Ventilationsluckor och andra luckor tätas.
Djupvadning kräver att bottnen är fast och jämn och att upp- och nerfarterna inte är för branta. Bottnen måste därför undersökas av dykare i förväg. Föraren har mycket begränsad sikt under vattnet och vagnen navigerar därför med hjälp av kompass, GPS eller radiokommunikation från stranden. Djupvadning är riskabelt och undviks om möjligt.